# Liste der Geotope in Memmingen
Diese Liste enthält die Geotope der Schwäbischen Stadt Memmingen in Bayern.
Die Liste enthält die amtlichen Bezeichnungen für Namen und Nummern des Bayerischen Landesamt für Umwelt (LfU) sowie deren geographische Lage. Diese Liste ist möglicherweise unvollständig. Im Geotopkataster Bayern sind etwa 3.400 Geotope (Stand März 2020) erfasst. Das LfU sieht einige Geotope nicht für die Veröffentlichung im Internet geeignet. Einige Objekte sind zum Beispiel nicht gefahrlos zugänglich oder dürfen aus anderen Gründen nur eingeschränkt betreten werden.
| Name                                | Bild | Geotop ID | Gemeinde / Lage    | Geologische Raumeinheit | Beschreibung | Fläche m² / Ausdehnung m | Geologie                                            | Aufschlussart                  | Wert      | Schutzstatus      | Bemerkung |
| ----------------------------------- | ---- | --------- | ------------------ | ----------------------- | --- | ------------------------ | --------------------------------------------------- | ------------------------------ | --------- | ----------------- | --------- |
| Ehem. Ziegeleigrube E von Steinheim |      | 764A001   | Memmingen Position | Iller-Lech-Region       | Hier wurde bis 1980 Lößlehm abgebaut. Die Grube ist noch vorhanden, jedoch sehr stark eingewachsen. Nur an wenigen Stellen, besonders nach starken Regengüssen, ist Löß noch sichtbar. Über verfestigten Hochterrassenschottern waren hier 6 m Lößlehm anstehend, der sich in 3 Pakete gliedern lässt: über der Kiesoberfläche liegt jungrißeiszeitlicher Lößlehm, darüber Löß, der von Auelehm überdeckt ist. Absolute Zeitmessungen lieferten hier Fixpunkte für die Pleistozän-Stratigraphie. | 6000 120 × 50            | Typ: Fossiler Boden, Schichtfolge Art: Löß, Lößlehm | Lehmgrube/Tongrube/Mergelgrube | bedeutend | kein Schutzgebiet |           |
| Terrasse S von Volkratshofen        |      | 764R001   | Memmingen Position | Iller-Lech-Region       | Das Hitzenhofener Schotterfeld ist Pencks Typlokalität für rißglaziale Hochterrassenschotter. Zwischen Volkratshofen und Hitzenhofen setzt sich dieser mit einer markanten Terrassenstufe ca. 8 m von der Niederterrasse ab. | 20000 500 × 40           | Typ: Terrasse, Typlokalität Art: Schotter           | kein Aufschluss                | bedeutend | kein Schutzgebiet |           |